# Kocmut
Kocmut je priimek v Sloveniji, ki ga je po podatkih Statističnega urada Republike Slovenije na dan 1. januarja 2010 uporabljalo 200 oseb.

## Znani nosilci priimka
- Aleksandra Kocmut (*1976), pesnica, pisateljica, mladinska avtorica, prevajalka
- Branko Kocmut (1921–2006), arhitekt in urbanist
- Daniela Kocmut (*1980), prevajalka, pesnica (slovensko-avstrijska)
- Ivan Kocmut (1926–2009), arhitekt in urbanist
- Magda Fornazarič Kocmut (1925–2010), arhitektka
- Peter Kocmut, arhitekt
- Rudolf Kocmut (*1967), atlet (s cerebralno paralizo)
- Slavko Kocmut (1948–2013), policist in veteran vojne za Slovenijo
- Tatjana (Tjaša) Kocmut (-Marin) (1920–2010)